# Coendou spinosus
Coendou spinosus — вид гризунів родини голкошерстові (Erethizontidae).

## Поширення
Зустрічається в південній і східній Бразилії, східному Парагваї, Уругваї і провінції Місьйонес, Аргентина. Проживає в широкому діапазоні середовищ існування, в тому числі Серрадо, Пантанали, в Атлантичному лісі.

## Загрози та охорона
Загрози для цього виду невідомі. Внесений у додатку III СІТЕС (Уругвай).